# Deichmühle Haseldorf
Die Deichmühle in Haseldorf war eine um 1540 in der Gemeinde Haseldorf errichtete Windmühle und ein historisches Wahrzeichen des Ortes. Sie befand sich zwischen dem alten Deich und der Straße Deichreihe. Im Jahr 2019 wurde das Gebäude vollständig abgerissen. Im Ort gab es außerdem noch eine Feldmühle am Neuen Weg, die heute ebenfalls nicht mehr existiert.
Die ursprüngliche Deichmühle brannte der Dorfchronik zufolge am Karfreitag 1846 nach einem Blitzschlag ab. Sie wurde als achteckiges Gebäude wieder errichtet.
Um 1870 entstand neben der Windmühle eine Dampfmühle mit hohem Schornstein. Deren Dampfmaschine wurde 1929 durch einen Elektromotor ersetzt. Die Gebäude sind weitgehend erhalten und in Betrieb. Das Mühlenunternehmen wurde von der Familie Schuldt geführt, in deren Besitz auch der Mühlenstumpf war. Die Großeltern der Besitzer pachteten 1909 die Deichmühle und die Feldmühle von Prinz Schoenaich-Carolath-Schilden vom Gutshof Schloß Haseldorf.
Nach dem Zweiten Weltkrieg hat man den Mühlenstumpf zu Wohnzwecken umgebaut. Die Windräder der alten Mühle wurden 1942 abgebaut. Im Jahr 1952 erwarb ein Bühnenbildner des Hamburger Schauspielhauses die Mühle von der Gutsverwaltung. In 1961 wurde das Gebäude an die Familie des heutigen Eigentümers weiterverkauft.
Nach einem Wasserschaden zog man zur verstärkenden Unterstützung der Holzbalken eine Steinmauer um die Wände der Mühle. Diese Mauer wertete die Denkmalschutzbehörde als einen Eingriff in die historische Bausubstanz und verweigerte dem Gebäude den Denkmalschutz. Als ein weiterer Grund wurde das Fehlen der Windmühlenflügel genannt.
Anfang 2019 wurde bei der Bewertung durch Gutachter eine akute Einsturzgefahr festgestellt. Der Kreis Pinneberg verfügte auf dieser Grundlage und gegen den Willen des Eigentümers den Abriss des Gebäudes. Am 13. März 2019 wurde mit den Abrissarbeiten begonnen.